# Marga von Amburger

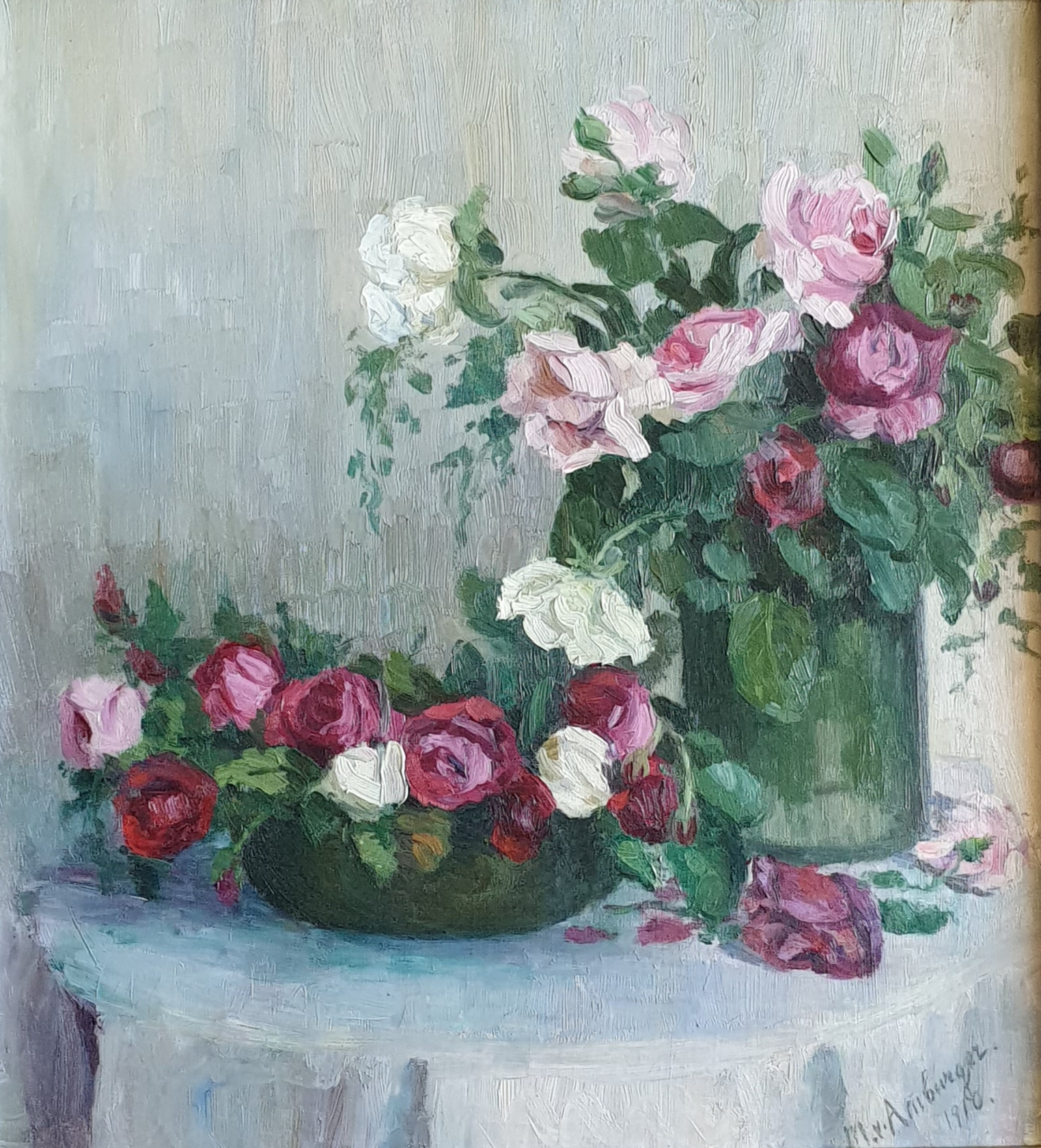
„Rote, rosa und weiße Rosen kunstvoll gestaltet in einer grünen Vase“ – Öl/Leinwand 54 × 50 cm, signiert unten rechts und dat. 1910

Marga (Margaretha) von Amburger (* 22. Juni 1878 in St. Petersburg; † 1961 in Berlin) war eine Malerin in Berlin-Charlottenburg, wo sie ab 1901 bis zu ihrem Tod lebte und wirkte.

## Leben
Marga von Amburger war die Tochter des in St. Petersburg tätigen, deutschen Arztes Gustav Amburger (1840–1895) und Anna Amburger, geb. Freiin von Reischach († 1924). Nach dem Tod des Vaters zog sie mit ihrer Mutter 1901 nach Berlin und begann die Ausbildung zur Kunstmalerin unter anderem bei Walter Leistikow und Leo von König. 1903 heiratete sie den Juristen Carl Groening, von dem sie bereits 1906 geschieden wurde.

## Schaffen
Marga von Amburger schuf in erster Linie stimmungsvolle Landschaften und Stillleben. Sie gehörte dem Wirtschaftsverband bildender Künstler (WVbK) in Berlin an. Zudem war sie 1937–1961 Mitglied im Verein der Berliner Künstlerinnen.

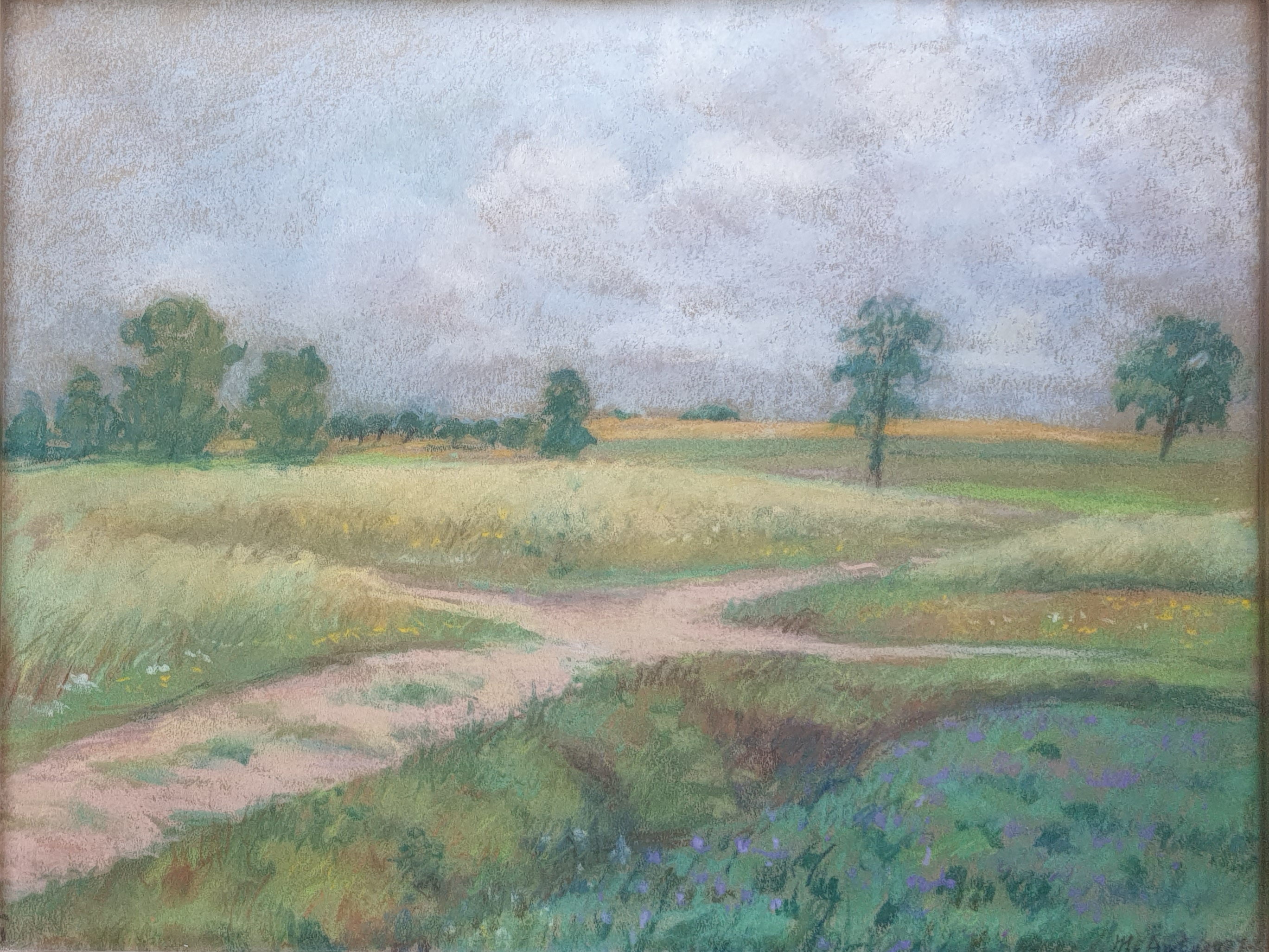
Marga von Amburger – Landschaft, undatiert (verm. um 1900), 38 × 47 cm, Kreide auf Papier, signiert. Es handelt sich vermutlich um ein frühes Werk der Malerin.

## Werke
Neben zahlreichen Stillleben und Landschaftsbildern, die sie schuf, erhielt sie 1931 von der „B.Z. am Mittag“, der ersten deutschen Boulevardzeitung, den Auftrag für das Werk „B.Z. am Mittag. Zeitungsverkäufer am Potsdamer Platz“, das sich heute im Journalisten-Club im 19. Stock des Axel-Springer-Hochhauses in Berlin befindet: Im Hintergrund sichtbar das Gemälde.

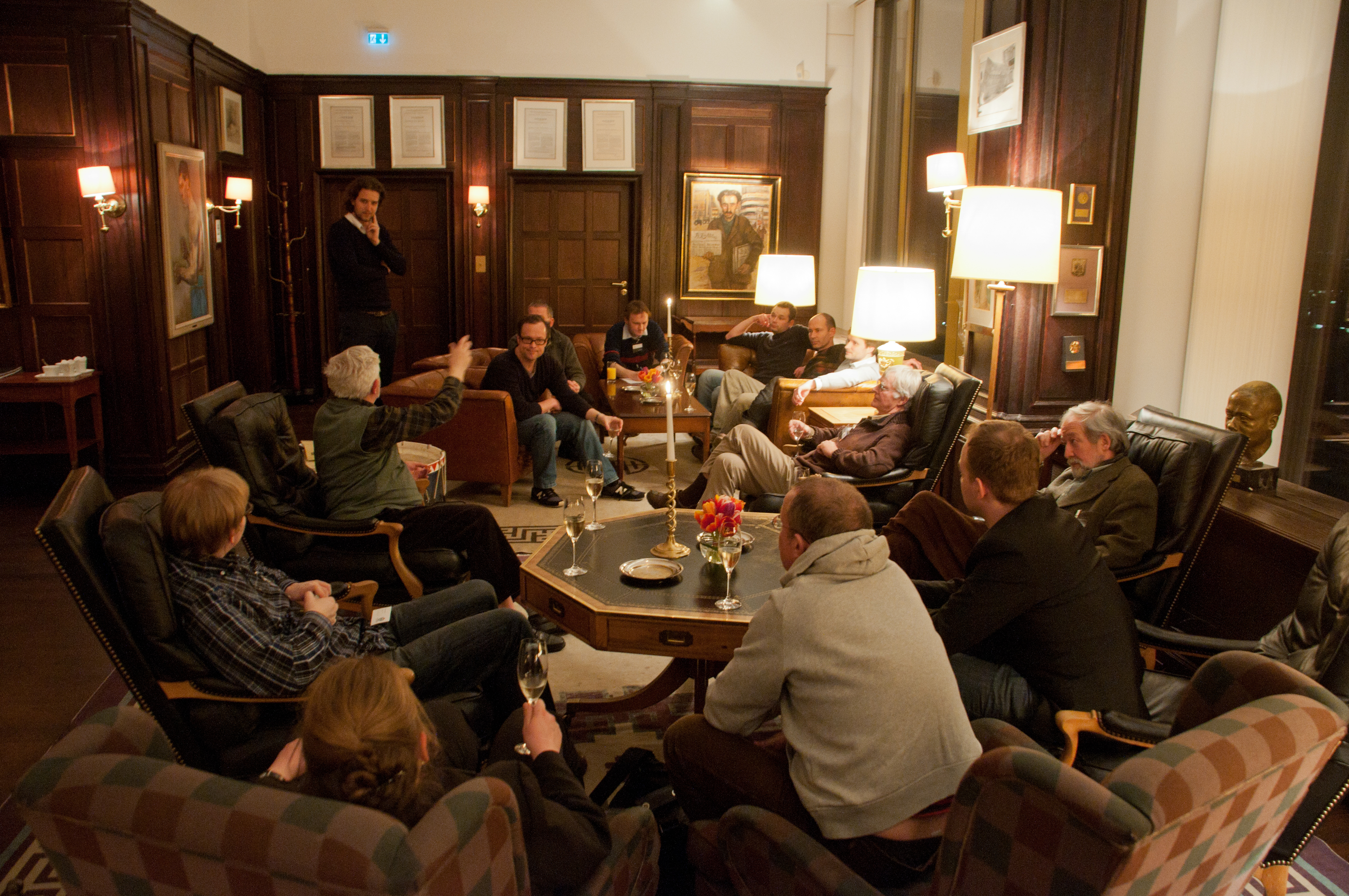
Journalisten-Club im Axel-Springer-Hochhaus: Das Gemälde „Zeitungsverkäufer“ von 1931 im Hintergrund